# Eduard Hildebrandt

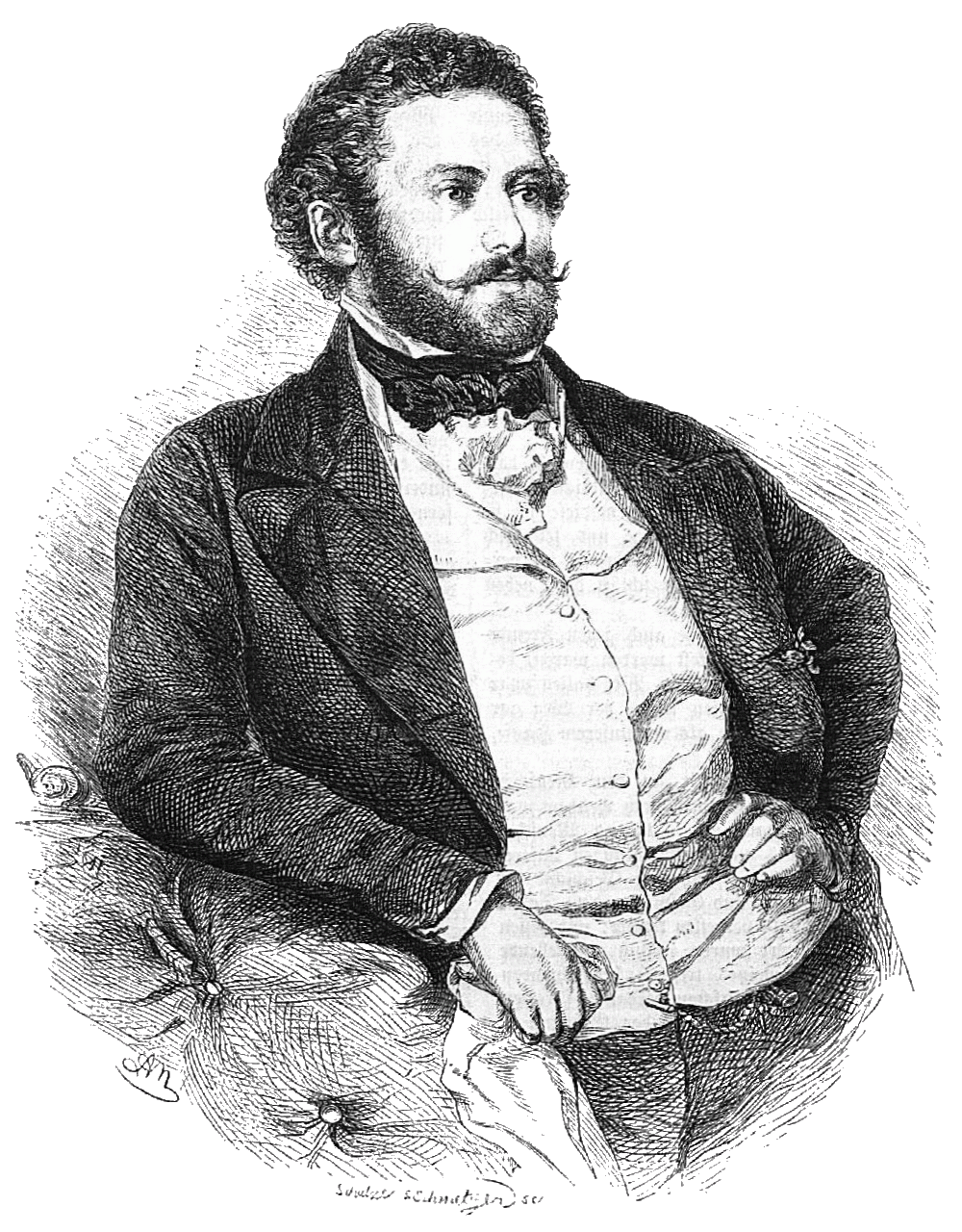
Eduard Hildebrandt, Holzschnitt nach Adolf Neumann

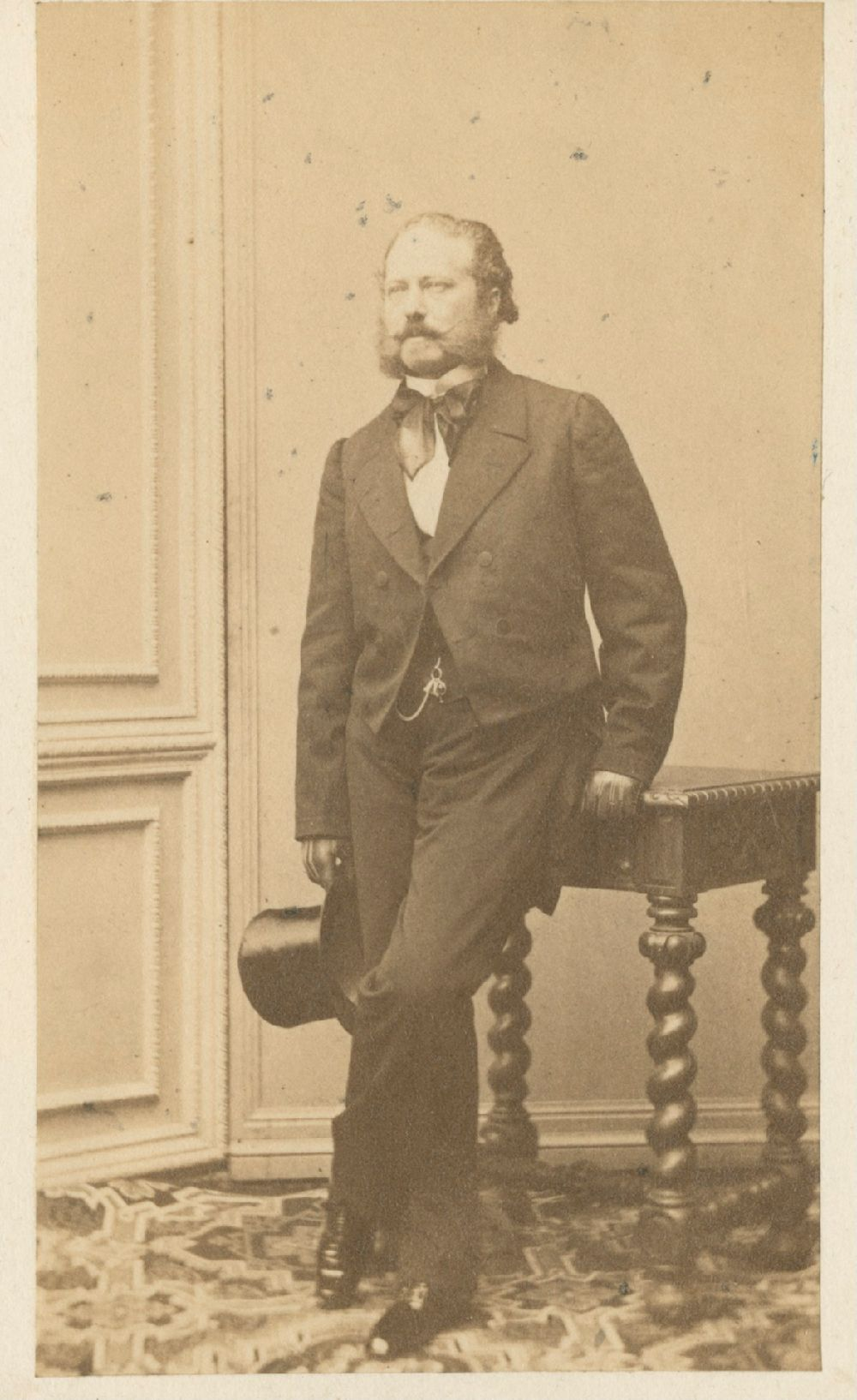
Eduard Hildebrandt, Foto Arnold Overbeck, Düsseldorf um 1868

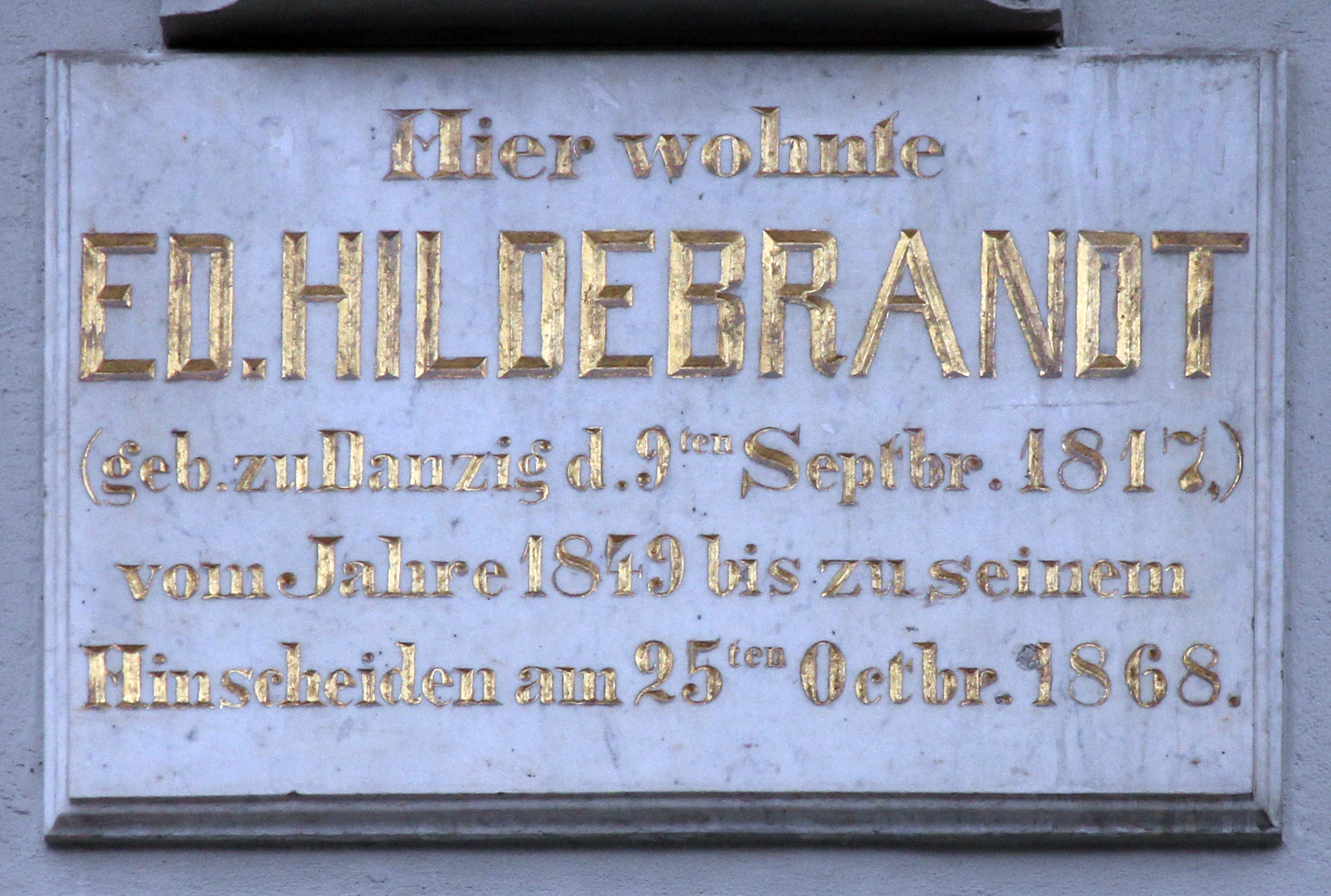
Gedenktafel am Haus, Am Kupfergraben 6a, in Berlin-Mitte

Eduard Hildebrandt (* 9. September 1818 in Danzig, Königreich Preußen; † 25. Oktober 1868 in Berlin) war ein deutscher Maler.

## Leben
Hildebrandt war ein Sohn eines armen Stubenmalers und der ältere Bruder des Malers Fritz Hildebrandt. Zunächst erlernte er den Beruf des Vaters und erhielt durch diesen seine ersten künstlerischen Unterweisungen, was ihm keine glänzenden Aussichten für die Zukunft versprach. Er beschloss daher, den beengenden und ärmlichen Verhältnissen seines Vaterhauses zu entfliehen und wanderte zu Fuß nach Berlin, um ein richtiger Künstler zu werden. Da er zu wenig Talent mitbrachte, wurde er an der Kunstakademie nicht angenommen. So trat er also in das Atelier von Wilhelm Krause ein und malte nebenbei kleine Marinebilder, um seinen Lebensunterhalt zu bestreiten und für Studienreisen etwas anzusparen. So unternahm Hildebrandt 1838 eine Studienreise zur Insel Rügen und entdeckte für sich die Landschaft der deutschen Ostseeküste als Sujet. 1839 folgte eine Studienreise durch England und Schottland, wobei einen Schwerpunkt wiederum auf den Küstenlandschaften lag. Auf Empfehlung von Wilhelm Krause konnte Hildebrandt 1841 nach Paris gehen und dort Schüler des Malers Eugène Isabey werden. Bereits 1843 durfte er sich mit einem kleinen Genrebild an der Ausstellung des Pariser Salons beteiligen; es wurde mit einer Goldmedaille ausgezeichnet. Ende desselben Jahres kehrte Hildebrandt nach Berlin zurück. Auf Empfehlung Alexander von Humboldts, der ihn durch seine Kenntnis der amerikanischen Naturwelten maßgeblich beeinflusste, unterstützte der preußische König Friedrich Wilhelm IV. Hildebrandt mit einem namhaften Betrag, sodass dieser 1844 eine ausgedehnte Reise nach Brasilien und Nordamerika unternehmen konnte.
Diese zweijährige Studienreise war für Hildebrandt künstlerisch entscheidend. Neben seinen Seestücken, die er immer seltener malte, konzentrierte er sich von nun an auf Landschaftsbilder, die er in außergewöhnlichen Licht- und Schatteneffekten schuf. Nach der Rückkehr von dieser Reise entstanden auf der Grundlage von Skizzen, Zeichnungen und Aquarellen viele Ölgemälde, von denen die meisten der königliche Hof kaufte. Unter diesen auch ein Tropischer Regen oder Ein brasilianischer Urwald.
Kurze Zeit darauf wurde Hildebrandt zum Königl. Preuss. Hofmaler ernannt. Als solcher startete er im Spätsommer 1848 zu einer Reise, die ihn über London nach Funchal (Madeira) führte. Von dort segelte er die Westküste Afrikas entlang, besuchte Las Palmas de Gran Canaria (Kanarische Inseln) und kehrte über Spanien und Portugal im Herbst 1849 nach Berlin zurück. Die Ausbeute die Reise bestand aus über 200 Aquarellen, die fast alle der preußische König kaufte.
Anlässlich der großen Berliner Kunstausstellung von 1850 zeigte Hildebrandt die zwei Bilder Ein Blick ins Meer und Abend auf Madeira, mit welchen er auch wieder eine Goldmedaille errang.
Hildebrandts vierte Reise führte ihn 1851 durch Italien, Ägypten und Syrien nach Palästina. Über die Türkei und Griechenland kehrte er wieder nach Berlin zurück. Die Ausbeute waren wiederum hunderte von Aquarellen und Zeichnungen, welche ebenfalls fast zur Gänze vom preußischen König aufgekauft wurden. Weitere Käufer waren Zar Nikolaus I. von Russland, dessen Sohn Alexander II., der Herzog von Ratibor, Chlodwig zu Hohenlohe-Schillingsfürst und die Fürstin zu Sayn-Wittgenstein.

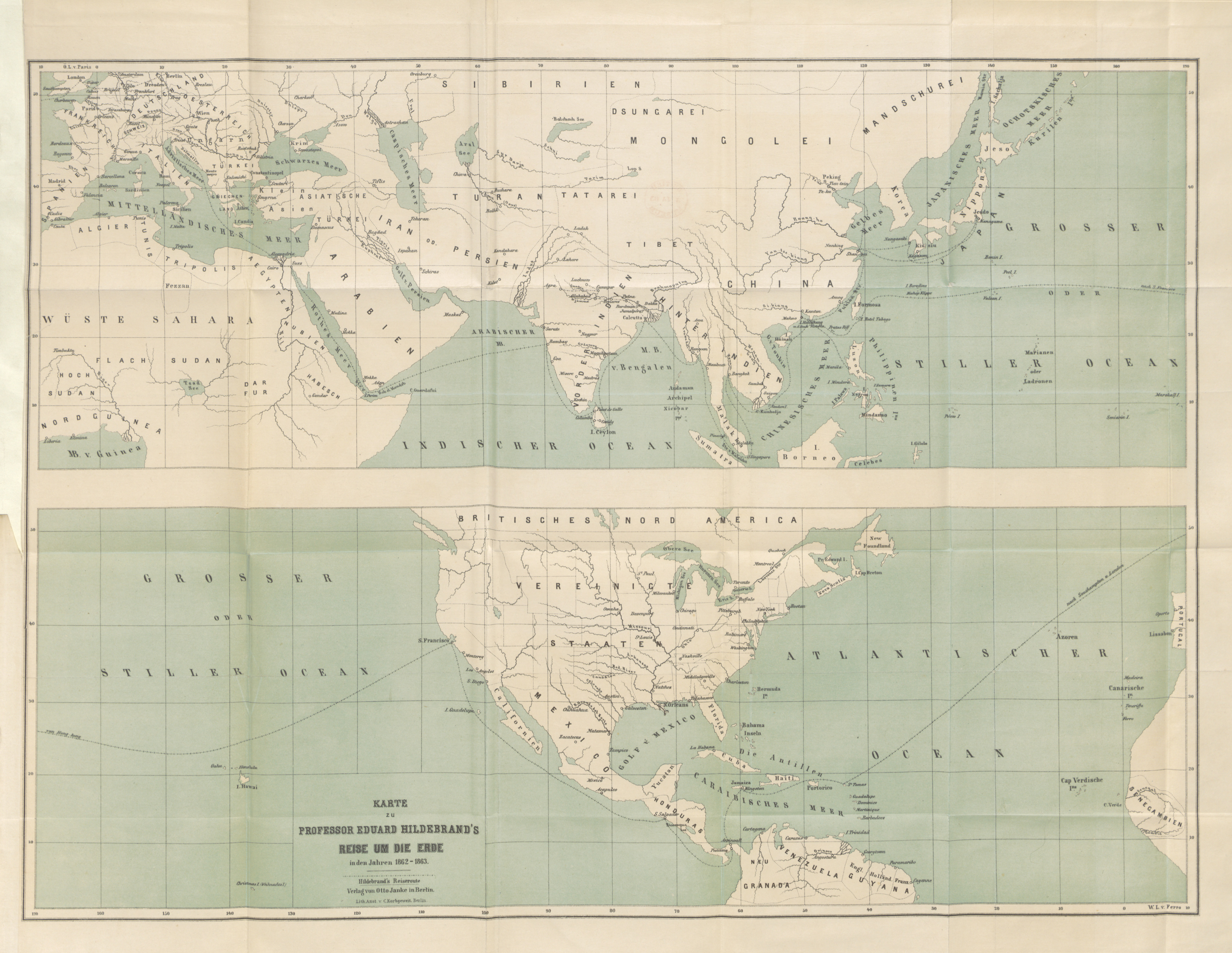
Hildebrandts Weltreise 1861–1862

Seine fünfte Reise, wiederum vom preußischen Hof gefördert, führte Hildebrandt durch die Gebirgslandschaften der Schweiz, durch Österreich und Norditalien. Zurück in Berlin wurde Hildebrandt Mitglied der Akademie und dort auch mit einem Lehrauftrag betraut. Deshalb konnte er erst 1856 Nordeuropa bis zum Nordkap bereisen – eine Reise, welche ihn – nach eigener Aussage – künstlerisch nicht inspirierte, obwohl er auch von dort einiges an Bildern mit nach Hause brachte.
In den Jahren zwischen 1861 und 1862 unternahm Hildebrandt seine letzte Kunstreise, welche dann auch zur Weltreise geriet. Hildebrandt kam mit über 300 Aquarellen, Zeichnungen und Ölbildern wieder nach Hause. Er starb an Gelenkrheumatismus.

## Werke (Auswahl)
- Zar Nikolaus I. verlässt Swinemünde auf dem Weg nach Stockholm (1840)[4]
- Die Festungswerke im Hafen von Funchal auf Madeira. Für die Gartenlaube angefertigte Originalzeichnung.[1]
- Benares im Frühlicht (1866)
- Ein Abend in Siam (1866, das Pendant des Vorigen)
- Der heilige See zu Birma (1867)

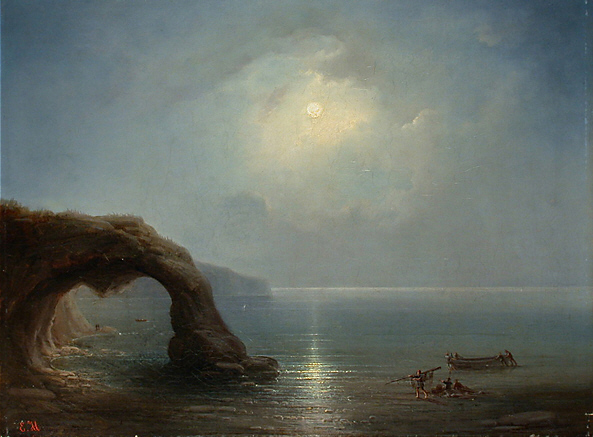
Felsen bei Capri mit Fischern
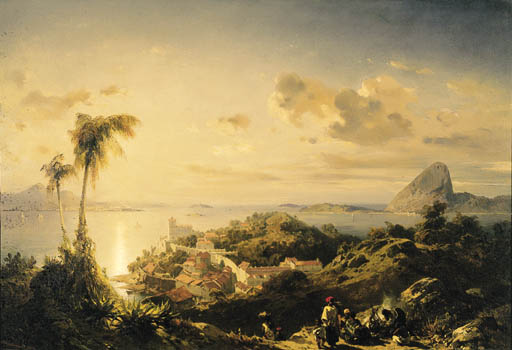
Blick auf Santa Gloria Rio de Janeiro

Nationalgalerie in Berlin
- Pflanzenstudie [Quititte] Cactus brasiliensis (Bleizeichnung 29,6 × 21,9 cm), Cocuspalmen (Aquarell, 36 × 25,7 cm) und Bambusgebüsch am Wasser, mit Personenstaffage (Aquarell, 25,6 × 36,1 cm) 1844
- Küste der Normandie (Öl auf Leinwand, 41 × 56,5 cm) und Eine Winterlandschaft 1846
- Strand bei Abendlicht (Öl auf Leinwand, 83,5 × 116 cm) 1855
- Schloss Kronborg bei Helsingör (Öl auf Leinwand, 81 × 116 cm, verschollen) 1857

Gemäldesammlung der Familie Ravené in Berlin
- Straße in Lyon (49 × 60 cm, Verbleib unbekannt) 1843
- Die Feierstunde, Wintervergnügen und Blick auf Santa Gloria bei Rio de Janeiro (Öl auf Leinwand, 66 × 86 cm) 1847
- Straße in Rouen und Irländische Bauernhütte 1850

Details zu weiteren Werken finden sich in der Deutschen Digitalen Bibliothek.